# Pierre Besson

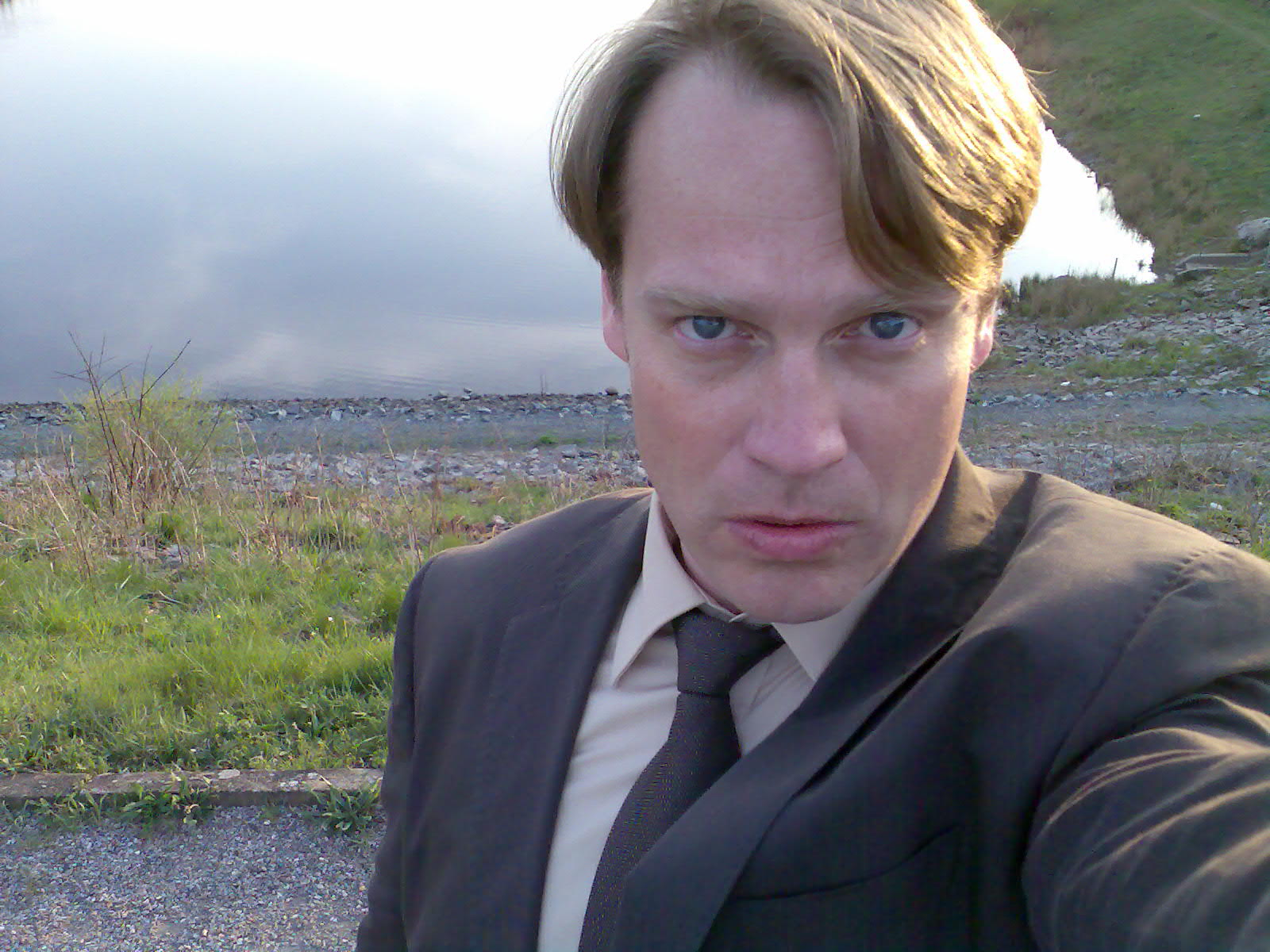
Pierre Besson 2007 als „Gellhagen“

Pierre Besson (* 4. April 1967 in Ost-Berlin) ist ein deutscher Schauspieler. Er ist der Sohn der deutschen Schauspielerin Ursula Karusseit und des Schweizer Theaterregisseurs Benno Besson und Halbbruder von Katharina Thalbach, Philippe Besson und Madeleine Besson.

## Leben
Pierre Besson stand bereits im Alter von vier Jahren auf der Bühne der Ost-Berliner Volksbühne. Nach erfolgreicher Schulausbildung absolvierte er zuerst eine Lehre als Tischler und arbeitete auch noch weitere drei Jahre in diesem Beruf. 1994 beendete er dann sein Studium an der Hochschule für Schauspielkunst „Ernst Busch“ Berlin. Engagements führten ihn über diverse Spielstätten nach Bremen, ans Schauspielhaus Zürich, ans Ernst-Deutsch-Theater Hamburg und an das Maxim-Gorki-Theater nach Berlin.
Parallel zu seiner Theatertätigkeit startete Besson auch eine Film- und Fernsehkarriere. Zunächst wirkte er in einigen kleinen Episodenrollen von Krimi-Serien mit, wie beispielsweise Doppelter Einsatz, Alarm für Cobra 11 – Die Autobahnpolizei oder Auf eigene Gefahr, sowie in einigen Fernsehfilmen, wie Das letzte U-Boot (1993) oder in Margarethe von Trottas Das Versprechen (1994). 1996 spielte er neben Heino Ferch und Jürgen Vogel in Buddies – Leben auf der Überholspur mit, Roland Suso Richters Drama um ein Freundes-Kleeblatt im Börsenmilieu. Größere Aufmerksamkeit erlangte er durch die Mitwirkung in Detlev Bucks Komödie LiebesLuder im Jahr 2000 an der Seite von Anke Engelke, in der er den Bankier Peter Nase mimte. 2006 verkörperte er in Carlo Rolas Fernseh-Dreiteiler Afrika, mon amour den erblindenden schottischen Offizier Victor March in Kolonial-Afrika neben Iris Berben als Katharina von Strahlberg. Ab Herbst 2011 übernahm Besson eine Hauptrolle in der Fernsehserie SOKO Köln, wo er Jophi Ries ersetzt.
Von 2003 bis Ende März 2006 war Pierre Besson mit der Schauspielerin Muriel Baumeister liiert, mit der er unter anderem 2002 den Fernsehfilm Gefühle im Sturm drehte. Das Paar hat eine gemeinsame Tochter, die 2006 geboren wurde.

## Filmografie
- 1993: Das letzte U-Boot
- 1994: Das Versprechen
- 1996: Buddies – Leben auf der Überholspur
- 1998: Feuerreiter
- 2000: Tatort: Die Möwe (Fernsehreihe)
- 2000: LiebesLuder
- 2000: Alarm für Cobra 11 – Die Autobahnpolizei
- 2002: Gefühle im Sturm
- 2002: Pommery und Putenbrust
- 2003: Mein Weg zu Dir
- 2003: Im Schatten der Macht
- 2003: Ein Engel und Paul
- 2003: Adam & Eva
- 2003: Ein starkes Team: Das große Schweigen (Fernsehserie)
- 2004: Das Bernstein-Amulett
- 2004: Erbin mit Herz
- 2004: Mit deinen Augen
- 2005: Tote leben länger
- 2005: Jetzt erst recht! (Fernsehserie)
- 2005: Wilsberg: Ausgegraben (Fernsehreihe)
- 2006: Die Pferdeinsel
- 2006: Pommery und Leichenschmaus
- 2006: Glück auf vier Rädern
- 2007: Partnertausch
- 2007: Der Zauber des Regenbogens
- 2007: Afrika, mon amour
- 2007: Das Geheimnis im Wald
- 2007: Die Sterneköchin
- 2007: Die Zürcher Verlobung – Drehbuch zur Liebe
- 2008: Hindernisse des Herzens
- 2008: Schokolade für den Chef
- 2008: Die Frau des Friseurs
- 2008: Ein starkes Team: Hungrige Seelen
- 2009: Tatort: Schwarzer Peter
- 2009: Tatort: Das Gespenst
- 2009: Liebe macht sexy
- 2009: Der Kriminalist (Fernsehserie, Folge Die vierte Gewalt)
- 2009: Hand in Hand
- 2009: Bella Block: Vorsehung (Fernsehreihe)
- 2009: SOKO Kitzbühel – Mord aus der Luft
- 2010: Frösche petzen nicht
- 2010: Tatort: Schmale Schultern
- 2010: Kreuzfahrt ins Glück – Hochzeitsreise nach Korfu
- 2011: Der Verdacht
- 2011: Hindenburg
- 2011: Stolberg – Abgezockt
- seit 2011: SOKO Köln (Fernsehserie)
- 2011: Verbrechen (Fernsehreihe)
- 2015: Ein Fall für zwei – Die chinesische Mauer
- 2018: Südstadt
- 2019: Scheidung für Anfänger
- 2022: Der Zürich-Krimi – Borchert und die dunklen Schatten
- 2023: German Crime Story: Gefesselt
- 2023: Sprich mit mir
- 2024: Der Fall Marianne Voss
- 2024: Alter weißer Mann